# Hein & Oss

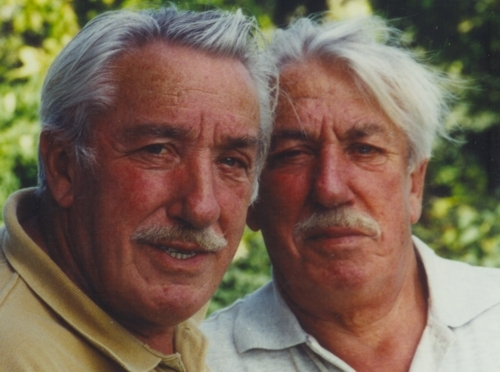
Hein und Oss Kröher (2000)

Die Zwillingsbrüder Hein (* 17. September 1927 in Pirmasens; † 14. Februar 2016 ebenda) und Oss Kröher (* 17. September 1927 in Pirmasens; † 1. Juli 2019 in Rodalben), eigentlich Heinrich und Oskar Kröher, waren zwei deutsche Volkslied-Sänger und Liedermacher. Sie absolvierten jahrzehntelang überwiegend gemeinsame Auftritte und wurden mehrfach ausgezeichnet.

## Leben

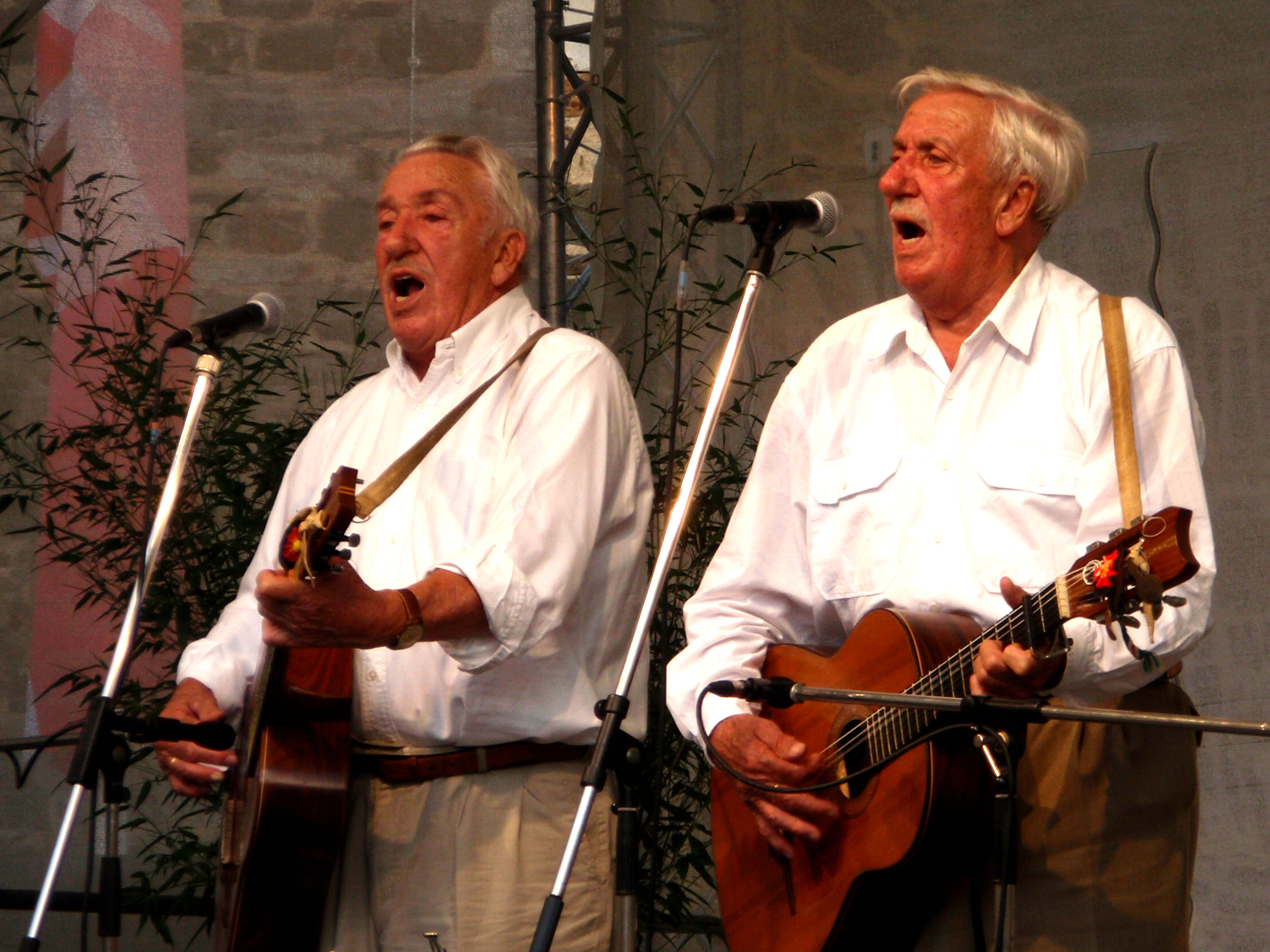
Hein und Oss Kröher (2011)

Der Schuhvertreter und spätere Lehrer Oskar sowie der Kaufmann Heinrich kamen aus der  Jungenschaft und wechselten von dort in die HJ. In der Nachkriegszeit spielten beide zunächst als Gitarristen im Zweibrücker Jazzorchester, bald widmeten sie sich in ihrer Freizeit jedoch vorrangig dem deutschen Volkslied. Sie veröffentlichten 17 Langspielplatten und CDs sowie Bücher mit Liedsammlungen aus aller Welt. Für ihr Liederbuch Das sind unsre Lieder, illustriert von Gertrude Degenhardt, erhielten sie 1978 auf der Weltausstellung für Buchkunst in Tel Aviv die Silbermedaille. Gemeinsam mit Peter Rohland initiierten sie das Festival Chanson Folklore International auf Burg Waldeck (1964–69).
Die Brüder betätigten sich auch schriftstellerisch. Heinrich Kröher schrieb Kolumnen in der Pirmasenser Zeitung unter dem Pseudonym „Hoyna Tsiyäuna“ („Heiner Zigeuner“) und dokumentierte dabei die Pirmasenser Mundart. Oskar Kröher veröffentlichte ein Buch (Das Morgenland ist weit) über eine Motorradfahrt nach Indien, die er mit seinem Freund Gustav Pfirrmann im Jahr 1951 unternahm. Zum 80. Geburtstag der Zwillinge im Herbst 2007 erschien der erste Teil von Oskars Autobiographie Ein Liederleben, 2011 der Nachfolgeband Auf irren Pfaden, 2013 Vom Lagerfeuer ins Rampenlicht und 2015 Fahrende Sänger.
Bei ihrem Auftritt am 15. Juni 2011 auf der Festung Ehrenbreitstein in Koblenz kündigten die Brüder an, dass dies ihr letztes öffentliches Konzert sei. Sie traten danach allerdings nochmals auf – am 8. Juni 2014 beim „Internationalen Liederfest“ aus Anlass des 50-jährigen Bestehens der Burg-Waldeck-Festivals.
Ältester Sohn von Heinrich Kröher ist der Sachbuch-Autor und Journalist Michael Kröher.
Heinrich Kröher starb am 14. Februar 2016 im Alter von 88 Jahren nach kurzer Krankheit in seiner Heimatstadt Pirmasens; Oskar Kröher starb am 1. Juli 2019 im Alter von 91 Jahren nach längerer Krankheit in Rodalben.

## Die Volkssänger

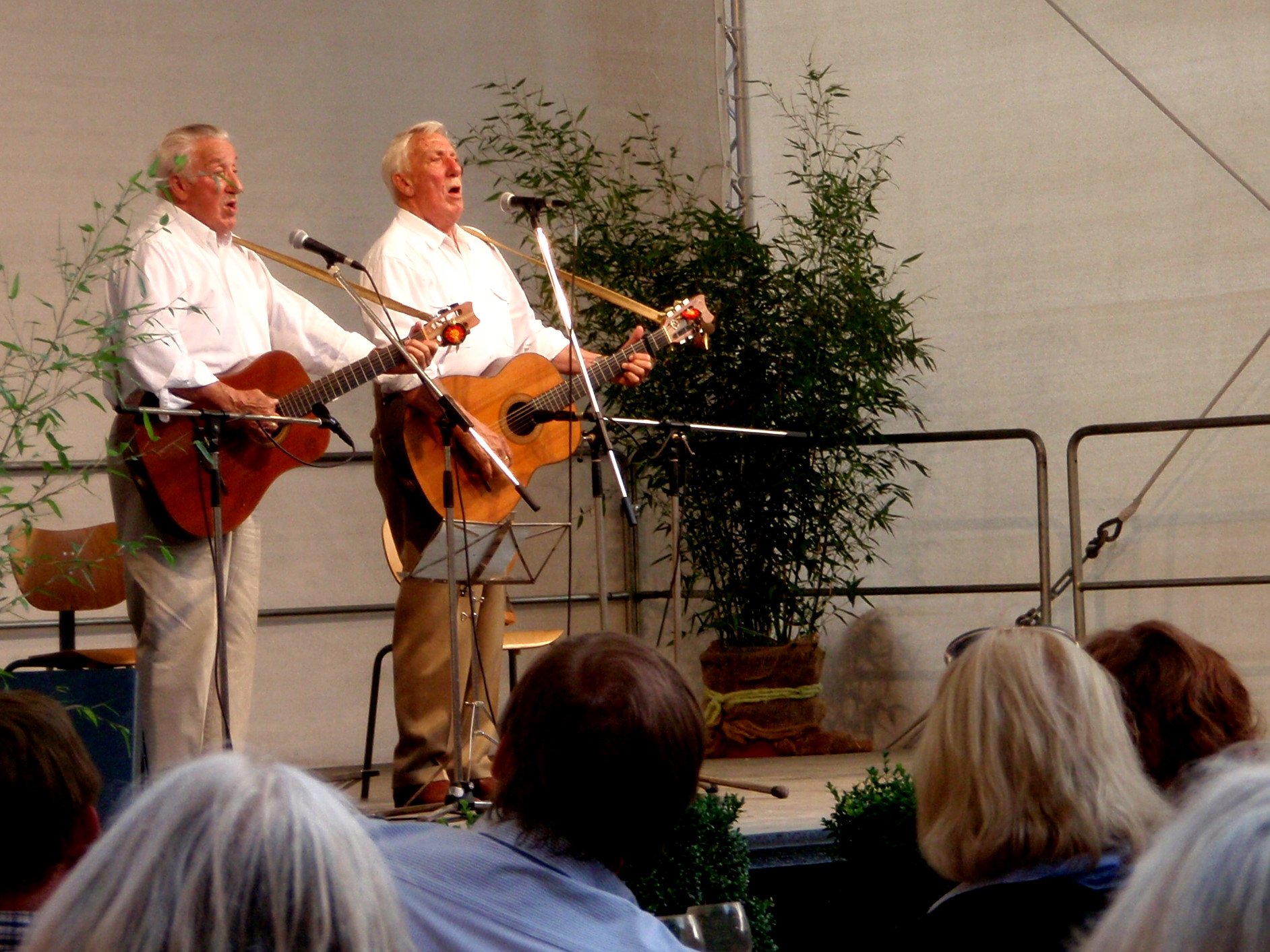
Hein und Oss Kröher (2011)

Heinrich und Oskar Kröher standen als „Hein & Oss“ mehr als fünfzig Jahre auf den Bühnen in Europa und in Nordamerika. Als deutsche Liedermacher nannten sie sich selbst „Die Volkssänger“ – nach einem Ausdruck aus dem Wiener Biedermeier. Lange bevor man von einer neuen Volksliedbewegung sprach, bemühte sich das Gesangs- und Gitarrenduo um demokratische Volkslieder: Arbeiterlieder, Freiheitslieder aus der Zeit des Heckeraufstands von 1848/49, Lieder vom Hambacher Fest, Partisanenlieder und Soldatenlieder gegen den Drill, Seemannslieder und Cowboylieder, Lieder vom Wandern, vom Trinken und von der Unrast. Ihre Liederbücher sind stilprägend.
Die Mitbegründer und regelmäßigen Teilnehmer der Festivalreihe „Chanson Folklore International“ auf Burg Waldeck im Hunsrück bereisten jahrzehntelang die halbe Welt, auch für das Goethe-Institut und den Deutschen Akademischen Austauschdienst.

## Auszeichnungen
- 1977: Silberne Ehrenplakette der Stadt Pirmasens
- 1981: Ehrenmedaille des Bezirksverbandes Pfalz für besondere Verdienste
- 1987: Goldene Ehrenplakette der Stadt Pirmasens
- 1988: Bundesverdienstkreuz am Bande
- 1992: Peter-Cornelius-Plakette für langjährige Verdienste um die Musikpflege in Rheinland-Pfalz
- 1993: Louis-Pinck-Preis der F.V.S.-Stiftung für Verdienste als Volksliedsammler und Volkssänger
- 1995: Preis der Emichsburg für Verdienste um die Mundart und die Kultur der Region
- 2000: Bundesverdienstkreuz 1. Klasse
- 2002: PAMINA-Preis der Stadt Germersheim
- 2004: Verdienstorden des Landes Rheinland-Pfalz

## Werke

### Publikationen
Hein und Oss Kröher gemeinsam
- Rotgraue Raben – vom Volkslied zum Folksong. Südmarkverlag, 1969.
- Das sind unsere Lieder. Büchergilde Gutenberg, 1977.
- Europaliederbuch. Bundesvorstand der SPD, 1979.
- Cowboylieder. B. Schott’s Söhne, 1983.
- Die Liederpfalz: Ein Liederbuch. Pfälzische Verlagsanstalt, 1987 und 1991.[4]
- Der neue Zupfgeigenhansl. B. Schott’s Söhne, 1983.
- Spätlese trocken. Privatdruck, 2000.
- Naturerlebnisse von Hein und Oss Kröher. In: Gerhard Neudorf (Schriftleitung): Idee und Bewegung. Heft 94, Juni 2011, Asbach-Sickenberg, S. 4–63.
- Signale 63 Kalender der Jungen. Ursprünglich Südmarkverlag, Reprint im Donat Verlag, Dezember 2012.

Hein Kröher
- Hoyna Tsiyäuna-Geschichten in Mundart. Adolf Deil Verlag, 1989.
- Vun de Freiheit un de Lyoner. Pfälzische Verlagsanstalt, 1991.
- Auf der Saurierzunge. Edition Moses, 1992.
- Der Schwartenhals. Landsknechtslieder. Südmarkverlag.

Oss Kröher
- Sand und Salz. Kurzgeschichten. Südmarkverlag, 1967.
- Sing Out! Anglo-American Songs. Ernst Klett Verlag, 1973.
- Joli Tambour, französische Chansons. Ernst Klett Verlag, 1978.
- Liederreise im Programm Fremdsprache Deutsch. Ernst Klett Verlag, 1982.
- Das Politische Lied. Staatliches Institut für Lehrerfortbildung, Speyer.
- Felsen im Wasgau. Pfälzische Verlagsanstalt, 1993.
- Mein Pirmasens. Selbstverlag, 1994.
- Das Morgenland ist weit. Gollenstein Verlag, 1997; National Geographic Adventure Press, 2002.
- Anmut im Federkleid – heimische Vögel. Gollenstein Verlag, 2002 (Illustrationen von F. Weick).
- Hörbuch: Das Morgenland ist weit – Autorenlesung. 3 CDs, Pläne records, 2005.
- Ein Liederleben – eine Jugend im Dritten Reich. Eigenverlag, 2007.
- Auf irren Pfaden – durch die Hungerzeiten. Gollenstein Verlag, Herbst 2011.
- Vom Lagerfeuer ins Rampenlicht. Spurbuchverlag, Juli 2013.
- Fahrende Sänger. Spurbuchverlag, September 2015.

### Diskographie
Eigene Aufnahmen
- Soldatenlieder. LP CBS, 1966; CD RBM, 2000.
- Halali-Jägerlieder. LP SAGA, 1968.
- Songs of the World. LP SAGA, 1968.
- Haul away-Seemannslieder. LP DA CAMERA, 1969; CD RBM, 1996.
- Bertolt Brecht Lieder. LP DA CAMERA, 1969; CD RBM, 1996.
- Auf der großen Straße. LP DA CAMERA, 1970; CD RBM, 1996.
- Deutsche Lieder 1848/49. LP SONGBIRD, 1974; CD WERGO, 1997.
- Arbeiterlieder. LP Büchergilde Gutenberg, 1975.
- Volkslieder. 2 LP Büchergilde Gutenberg, 1976; CD RBM, 1994.
- Freiheitslieder. LP Büchergilde Gutenberg, 1977.
- Cowboylieder. LP SONGBIRD, 1980.
- Lieder vom Hambacher Fest. LP Büchergilde Gutenberg, 1982.
- Liederreise. MC Klett, Stuttgart 1982.
- Partisanenlieder. LP SK RECORDS, 1984.
- Trinklieder. CD Büchergilde Gutenberg, 1991.
- Falado. CD Pläne records, 2001.
- Das sind unsere Lieder. Gesamtausgabe 17 CDs RBM, Dezember 2013.
- Falado – Die Volkssänger. eine Produktion und ein Film von Gabi Heleen Bollinger, DVD Westpark Music, 2008.

Aufnahmen mit anderen Künstlern
- Diverse: Konzert für Pitter. LP EDITION VENCEREMOS, 1976.
- Diverse: Alemannische Weihnacht. Werner O. Feißt liest zwei Weihnachtsgeschichten, Hein & Oss singen drei Weihnachtslieder. TR-Verlagsunion, 1977.
- Espe, Hein & Oss: Wenn alle Brünnlein fließen. LP DPWV/STOCKFISCH 1981.
- Espe, Hein & Oss: Pflanzet den Freiheitsbaum – Lieder aus dem Vormärz. LP SPK/Pläne, 1986.
- Diverse: …weil jetzt die Freiheit blüht. CD Südwest records, 1998 (Volkslied-Archiv).
- Espe, Hein & Oss: Fürsten zum Land hinaus. Hambacher Lieder, LEICO-music, 2015.